# Joaquín Sisó Cruellas
Joaquín Sisó Cruellas (Fraga, Baix Cinca, 5 de juny de 1931) és un polític aragonès, diputat al Congrés dels Diputats i al Parlament Europeu

## Biografia
Es doctorà en arquitectura i en enginyeria forestal. Durant el franquisme va obtenir una plaça de funcionari al Ministeri d'Agricultura, però treballà com a cap de secció en la Direcció General de Planificació al Ministeri d'Economia i Comerç.
Durant la transició democràtica va ingressar a Aliança Popular (després Partit Popular), partit amb el qual fou elegit diputat per la província d'Osca a les eleccions generals espanyoles de 1982 i 1986. De 1986 a 1989 fou secretari segon de la Comissió d'Indústria, Obres Públiques i Serveis del Congrés dels Diputats. Fou elegit diputat a les eleccions al Parlament Europeu de 1989 i 1994, i de 1994 a 1997 fou vicepresident de la Delegació per a les relacions amb la República Popular de la Xina del Parlament Europeu, i de 1997 a 1999 vicepresident de la Comissió de Transports i Turisme.